# Nikon D6
La Nikon D6 è una fotocamera reflex (DSLR) prodotta dalla Nikon Corporation, annunciata il 12 febbraio 2020. Succede la Nikon D5 ed è stata lanciata sul mercato ad un prezzo di 6500 dollari. Ha un sensore di 20.8 milioni di pixel. Costituisce l'ultima evoluzione delle reflex professionali di Nikon, che non lancerà la D7.

## Caratteristiche tecniche
La cadenza di scatto massimo è di 14 fps in modalità af/ae. L'autofocus di cui è dotata ha 105 punti di messa a fuoco tutti croce, la sensibilità minima dell'af è pari a -4.5 EV (punto centrale, - 4 EV gli altri 104). La sensibilità ISO nativa arriva a 102.400 incrementabile fino ad arrivare ad un massimo di 3.280.000 ISO equivalenti impostando 5EV.
È la prima ammiraglia nikon con GPS integrato

## Termine della produzione di reflex digitali
Secondo quanto annunicato dai media, dopo la perdita di ulteriori quote di mercato, avendo già sospeso lo sviluppo e la produzione delle reflex entry level e semi professionali, anche il settore professionale verrà sviluppato solo attraverso mirrorless di alta fascia (quali la Z9, già concepita quale evoluzione della D6) che, grazie agli avanzamenti nella tecnologia offriranno la stessa esperienza d'uso, con immagini fornite al mirino in tempo reale, capaci di identica qualità, velocità superiore e maggiore silenzio, senza i limiti degli organi in movimento. Con il progressivo pensionamento delle reflex in produzione, gli obiettivi a baionetta F-mount potranno essere montati, grazie ad un adattatore (chiamato baionetta FTZ) sulle fotocamere Z, per cui Nikon già produce ottiche dedicate, mantenendo i collegamenti elettronici e le relative funzioni.
Lo sviluppo della ipotetica D7 è stato interrotto, e nessuna nuova reflex pro succederà alla D6.